# Jorge Caballero
Jorge Luis Caballero Torres (ur. 25 stycznia 1994 w Monterrey) – meksykański piłkarz występujący na pozycji lewego obrońcy.